# Sebastian Kartfjord
Sebastian Kartfjord (nascido em 6 de agosto de 1987) é um ciclista norueguês.
Kartfjord nasceu em Namsos, e tem representado o clube Sandnes BMX. Competiu nos Jogos Olímpicos de Verão de 2008 em Pequim, na prova BMX masculino, mas não se classificou para as semifinais.